# ستيف مارك
ستيف مارك (15 مارس 1966 - 20 يونيو 2016) هو لاعب كرة قدم غرينادا في مركز الدفاع. شارك مع منتخب غرينادا لكرة القدم.

## وصلات خارجية
- ستيف مارك على موقع الاتحاد الدولي (مؤرشف)  (الإنجليزية)